# Barkeria barkeriola
Barkeria barkeriola är en orkidéart som beskrevs av Heinrich Gustav Reichenbach. Barkeria barkeriola ingår i släktet Barkeria och familjen orkidéer. Inga underarter finns listade i Catalogue of Life.

## Bildgalleri

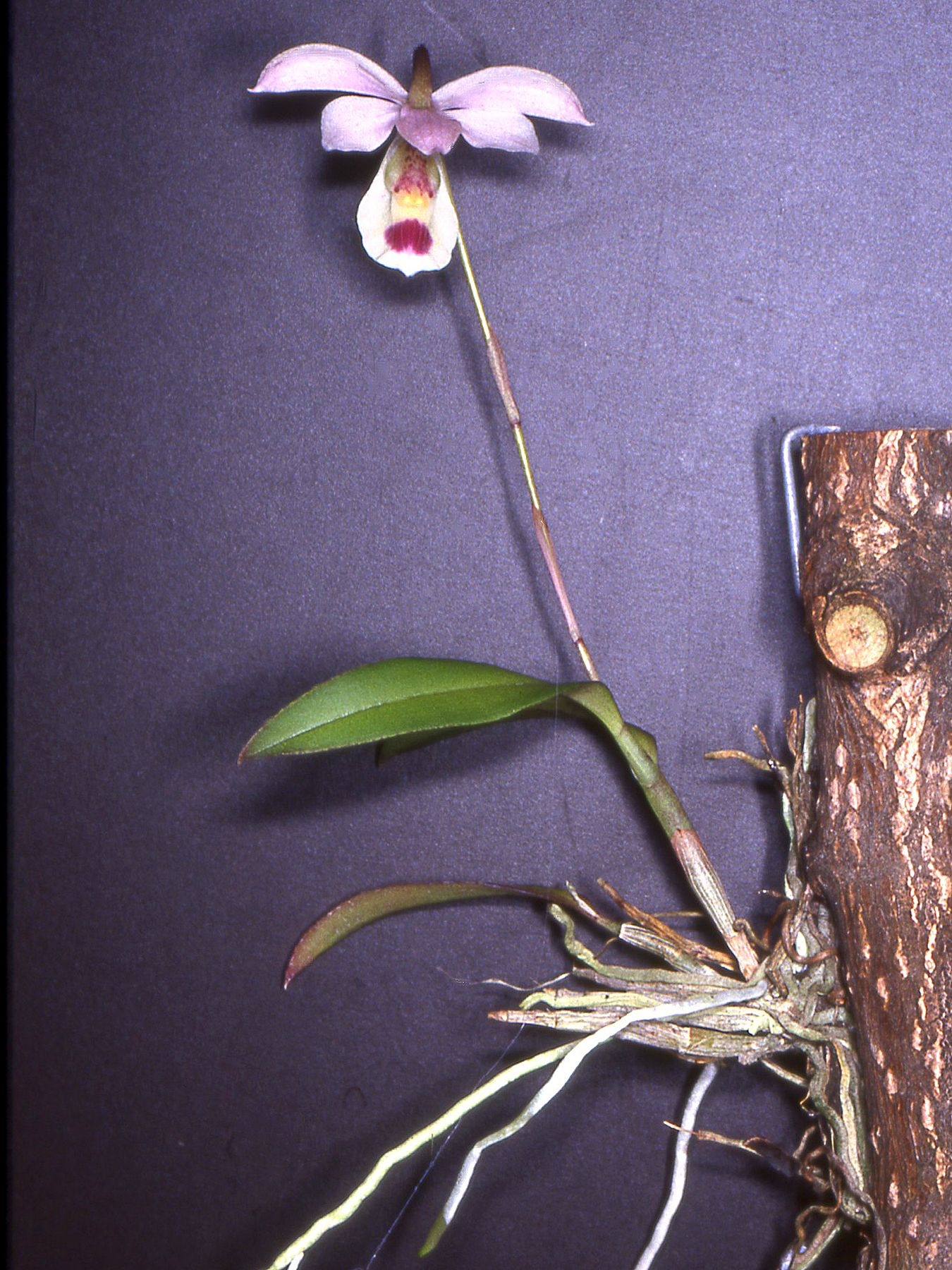
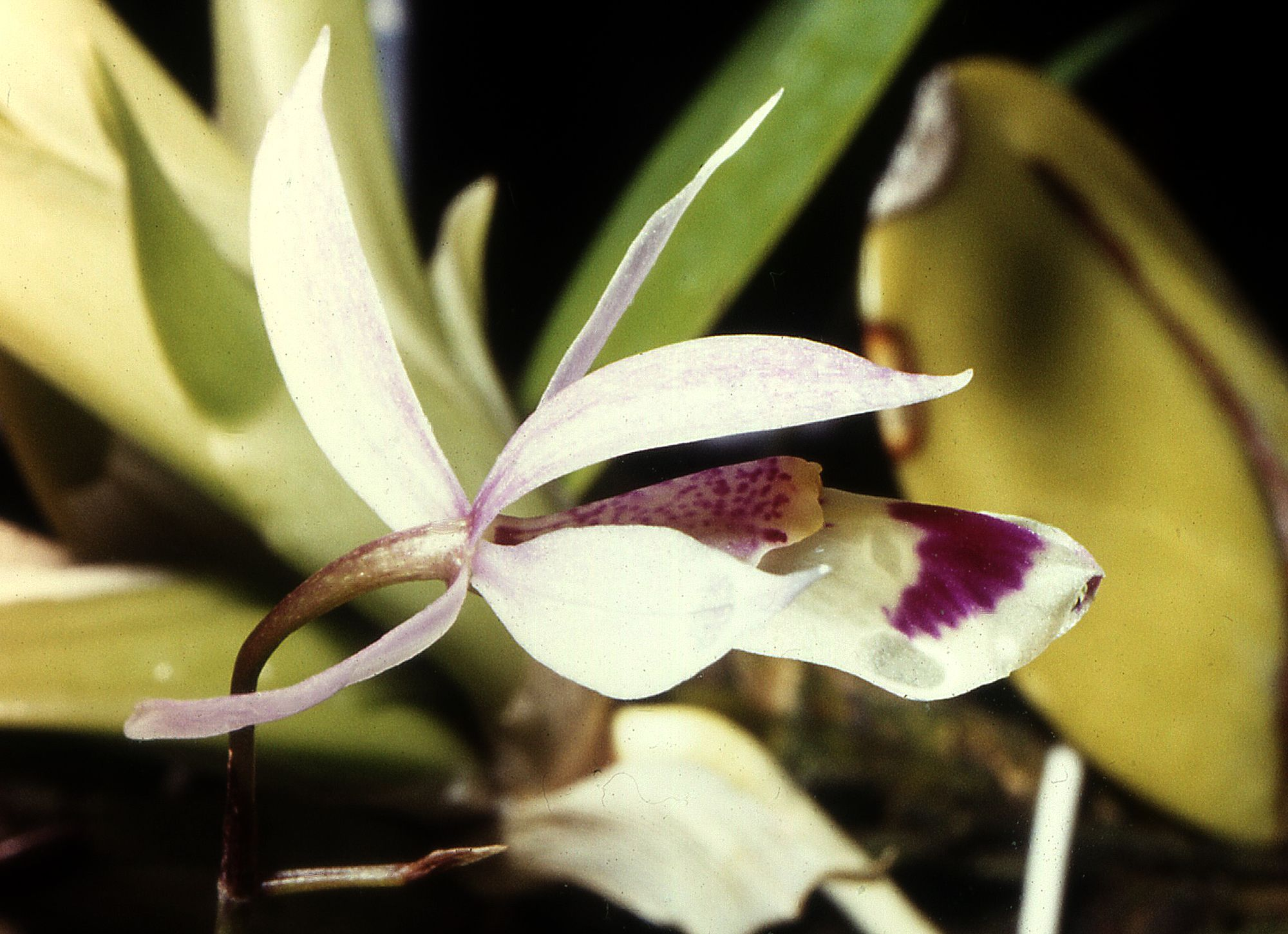